# Langenfeld (Rheinland)
Langenfeld (Rheinland) – miasto w Niemczech, w kraju związkowym Nadrenia Północna-Westfalia, w rejencji Düsseldorf, w powiecie Mettmann. Powstało z połączenia miejscowości Richrath i Reusrath. Prawa miejskie otrzymało w 1948.

## Współpraca
Miejscowości partnerskie:
- Batangas, Filipiny
- Gostynin, Polska
- Kirjat Bialik, Izrael
- Köthen (Anhalt), Saksonia-Anhalt
- Senlis, Francja